# Matroid
|  | Wiktionary har en ordboksartikel om matroid. |

En matroid är inom kombinatoriken en struktur som abstraherar grunddragen hos begreppet linjärt oberoende.

## Definition
Det finns flera ekvivalenta sätt att definiera en matroid.

### Oberoende mängder
En matroid {\displaystyle M} är ett par {\displaystyle (E,{\mathcal {I}})} där {\displaystyle E} är en ändlig mängd (kallad grundmängden) och {\displaystyle {\mathcal {I}}} är en familj av delmängder (kallade de oberoende mängderna) till {\displaystyle E} som uppfyller följande krav:
1. {\displaystyle {\mathcal {I}}\neq \emptyset }
2. Varje delmängd av en oberoende mängd är oberoende, det vill säga om {\displaystyle A\in {\mathcal {I}}} och {\displaystyle A'\subset A\subset E} så är {\displaystyle A'\in {\mathcal {I}}}
3. Om {\displaystyle A,B\in {\mathcal {I}}} är två oberoende mängder och {\displaystyle \left\vert A\right\vert >\left\vert B\right\vert }, så finns {\displaystyle x\in A\setminus B} sådant att {\displaystyle B\cup \left\{x\right\}\in {\mathcal {I}}}

### Kretsar
En krets är en minimal beroende mängd till en matroid. 
Mängden {\displaystyle {\mathcal {C}}} som består av samlingen kretsar till en matroid {\displaystyle M} har följande egenskaper: 
1. {\displaystyle {\mathcal {C}}\neq \emptyset }
2. Om  {\displaystyle C_{1},C_{2}\in {\mathcal {C}}} och {\displaystyle C_{1}\neq C_{2}} så är  {\displaystyle C_{1}\not \subset C_{2}}
3. Om  {\displaystyle C_{1},C_{2}\in {\mathcal {C}}} och {\displaystyle C_{1}\neq C_{2}} och {\displaystyle e\in C_{1}\cap C_{2}} innehåller {\displaystyle (C_{1}\cup C_{2})\setminus e} en krets till {\displaystyle M}

## Exempel

### Linjär Algebra
Låt matrisen
{\displaystyle A={\Bigl (}\overbrace {\begin{matrix}1\\0\end{matrix}} ^{1}\overbrace {\begin{matrix}0\\1\end{matrix}} ^{2}\overbrace {\begin{matrix}1\\1\end{matrix}} ^{3}\overbrace {\begin{matrix}0\\0\end{matrix}} ^{4}{\Bigr )}}
Låt sedan {\displaystyle E=\{1,2,3,4\}} där 1, 2, 3, 4 syftar på kolonnerna till {\displaystyle A}.

Bilda sedan {\displaystyle {\mathcal {I}}} av alla delmängder till {\displaystyle E} som inte är linjärt beroende.

Då fås att {\displaystyle {\mathcal {I}}=\{\emptyset ,\{1\},\{2\},\{3\},\{1,2\},\{1,3\},\{2,3\}\}.}

{\displaystyle (E,{\mathcal {I}})} är då en matroid som speciellt kallas för en vektormatroid till {\displaystyle A}

### Grafteori
Bilda en mängd av samtliga bågar i {\displaystyle G}
{\displaystyle E=\{1,2,3,4,5,6,7\}}

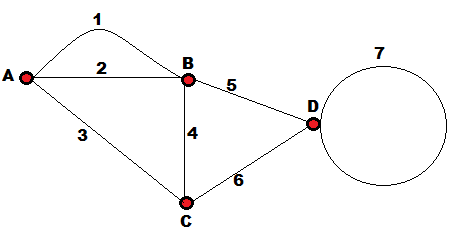
En sammanhängde graf med fyra noder, betecknade A, B, C och D, och sju noder, betecknade 1-7.

Bilda sedan en mängd av alla cykler i {\displaystyle G} , det vill säga vägar från en nod som återgår till noden.
{\displaystyle {\mathcal {C}}=\{\emptyset ,\{7\},\{1,2\},\{4,5,6\},\{2,3,4\},\{1,3,4\},\{2,3,6,5\},\{1,3,6,5\}\}}
Då kan {\displaystyle G} beskrivas med en kretsmatroid {\displaystyle M} som har grundmängd {\displaystyle E} och där {\displaystyle {\mathcal {C}}} innehåller samtliga kretsar till {\displaystyle M}.

## Typer av matroider

### Isomorfa matroider
En matroid {\displaystyle M} med en grundmängd innehållande två distinkta element 
{\displaystyle E=\{1,2\}}
kan ha följande samlingar av oberoende mängder:
{\displaystyle {\mathcal {I}}_{1}=\{\emptyset \}}
{\displaystyle {\mathcal {I}}_{2}=\{\emptyset ,\{1\}\}}
{\displaystyle {\mathcal {I}}_{3}=\{\emptyset ,\{2\}\}}
{\displaystyle {\mathcal {I}}_{4}=\{\emptyset ,\{1\},\{2\}\}}
{\displaystyle {\mathcal {I}}_{5}=\{\emptyset ,\{1\},\{2\},\{1,2\}\}}
Om man jämför {\displaystyle M_{1}=(E,{\mathcal {I}}_{2})} och {\displaystyle M_{2}=(E,{\mathcal {I}}_{3})} ser man att dessa matroider har samma struktur. {\displaystyle M_{1}} och {\displaystyle M_{2}} kallas isomorfa och skrivs {\displaystyle M_{1}\cong M_{2}}.

### Binära matroider
En matroid som kan representeras över en ändlig kropp med två element kallas för en binär matroid.

### Ternära matroider
En matroid som kan representeras över en ändlig kropp med tre element kallas för en ternär matroid.

### Regelbundna matroid
En matroid som kan representeras över alla kroppar kallas för en regelbunden matroid.